# 7873 Белль
7873 Белль (7873 Böll) — астероїд головного поясу, відкритий 15 січня 1991 року.
Тіссеранів параметр щодо Юпітера — 3,383.
Названий на честь німецького письменника Генріха Белля.